# Śpiąca królewna (film 2009)
Śpiąca królewna (niem. Dornröschen) – niemiecki film familijny z 2009 roku, należący do cyklu filmów telewizyjnych Najpiękniejsze baśnie braci Grimm. Film jest adaptacją baśni Śpiąca królewna w wersji braci Grimm.

## Fabuła
Księżniczka Myrose świętuje swoje piętnaste urodziny i nieszczęśliwe kłuje się wrzecionem w palec. Wiedźma Maruna zrzuciła na dziewczynę zaklęcie, w wyniku którego zapada w głęboki sen. W ciągu stu lat do pałacu przybywa wielu śmiałków chcących wybudzić księżniczkę i zdjąć klątwę. Jednak do tej pory żadnemu się to nie udało. Wkrótce do pałacu przybywa młody książę Flynn, który może odmienić życie dziewczyny. 

## Obsada[1]
- Lotte Flack: Księżniczka Myrose / Śpiąca Królewna
- François Goeske: książę Fynn von Hagenberg
- Hannelore Elsner: zła wróżka Maruna
- Anna Loos: królowa
- Martin Feifel: król
- Michael Hanemann: wujek August
- Niklas Osterloh: książę Erik
- Olaf Krätke: sekretarz
- Steve Szigeti: trener
- Theresa Vilsmaier: Junge Fee
- Mia Dieckmann: księżniczka Myrose jako dziecko